# An Horse
An Horse est un groupe australien de pop et rock, originaire de Brisbane. Il est formé par Kathleen « Kate » Cooper et Damon Cox. Le duo compte trois albums studio (Rearrange Beds en 2009, Walls en 2011 et Modern Air en 2019) et deux singles à succès en 2009 (Camp Out et Postcards).

## Histoire

### Débuts
Kathleen « Kate » Cooper et Damon Cox se sont rencontrés alors qu'ils travaillaient dans un magasin de disques indépendant, Skinny's, à Brisbane, en Australie. Ils ont commencé à faire de la musique ensemble en 2007, et ont installé une sono dans le magasin, où ils répétaient après les heures de travail et organisaient des concerts dans la région de Brisbane.
Le premier enregistrement du duo est un EP de 5 chansons, Not Really Scared, qui sort sur le label local Valve Records. Kathleen remet une version brute du mixage sur CD à Tegan et Sara lors d'un concert du duo canadien au Skinny's, et reçoit peu après une invitation pour An Horse à ouvrir leur tournée américaine Out of Hibernation en avril 2008. Après cette tournée, ils sont le premier duo à être signé par Michael Goldstone sur le label new-yorkais Mom + Pop Music. Ils retournent aux États-Unis en octobre 2008 pour des tournées avec Bishop Allen et Jessica Lea Mayfield, tout en continuant à tourner en Australie avec Death Cab for Cutie, The New Pornographers et d'autres encore.
Leur premier album, Rearrange Beds, sort le 17 mars 2009 sur le label Mom + Pop. Il est enregistré en Australie avec le producteur australien Magoo, récompensé par un ARIA Awards, et mixé à Vancouver par Howard Redekopp. L'album reçoit des critiques favorables de Pitchfork, Spin et Rolling Stone. À sa sortie, ils apparaissent au Late Show with David Letterman, et poursuivent une longue tournée américaine avec des groupes tels que The Appleseed Cast, Silversun Pickups, Cage the Elephant, Wintersleep et Telekinesis. Ils font également la première partie de Tegan and Sara lors de tournées en Australie, au Royaume-Uni et au Canada. En 2010, ils jouent notamment avec Kaki King, Dashboard Confessional et The Big Pink. Une tournée australienne avec Against Me! est prévue en 2010, mais annulée par la suite. Cooper et Cox travaillent à l'écriture de leur deuxième album tout au long de l'année 2010, et l'enregistrement a lieu cet été-là à Vancouver avec Howard Redekopp à la production. En 2010, le groupe fait également une grande tournée en Allemagne, en Autriche et en Suisse, alors que Rearrange Beds sortait sur le label Grand Hotel van Cleef. Le groupe se produit notamment au Gurten Festival à Berne, en Suisse, et au MELT! en Allemagne. Un EP de remixes intitulé Beds Rearranged sort le 23 mars 2010. L'EP comprend des remixes de chansons de Rearrange Beds par des artistes tels que RAC et Gerard Smith de TV on the Radio.

### Wallset pause
An Horse sort son deuxième album Walls le 26 avril 2011, toujours par l'intermédiaire de Mom + Pop. Il débute à la 17e place du Billboard Heatseekers Albums Chart. La chanson d'ouverture, Dressed Sharply, est sélectionnée comme iTunes Single of the Week, et est également saluée par NPR. Le magazine Alternative Press, Pitchfork et Spin publient également des critiques positives. En 2011/2012, An Horse tourne aux États-Unis avec Manchester Orchestra, Kevin Devine, Nada Surf, Alkaline Trio et au Canada avec Brand New et Cursive. Deux tournées en tête d'affiche ont également eu lieu en Australie.
Le duo ne fait aucun concert pendant plusieurs années après avoir quitté la tournée de soutien de Walls. Le duo se reforme pour un concert le 29 décembre 2015 au Crowbar de Brisbane.

### Retour
Le 1er mars 2018, le duo annonce recommencer à jouer, en commençant par trois concerts au Canada avec Camp Cope. Plus tard, le 5 mars, ils annoncent qu'ils feraient une tournée aux États-Unis avec The Front Bottoms. Le 16 mai, le duo sort le single Get Out Somehow, qui a marqué leur première nouvelle musique depuis 2011.
Le 23 janvier 2019, le duo annonce la sortie d'un nouvel album en mai sur Lame-O Records, précédé d'une réédition en vinyle de Rearrange Beds fin janvier. Le 18 mars 2019, ils révèlent que l'album s'appelle Modern Air et que la date de sortie est fixée au 3 mai. Mike Sapone produit et mixe l'album. La sortie de l'album est précédée de deux autres singles : This is a Song le 20 mars, et Ship of Fools le 12 avril. En mai 2019, le duo part en tournée en Amérique du Nord avec ses amis de longue date Camp Cope.

## Discographie

### Albums studio
- 2009 : Rearrange Beds (Valve Records, Mom + Pop Music, Poison City Records, réédité en 2019)[23]
- 2011 : Walls (Mom + Pop Music)
- 2019 : Modern Air (Lame-O Records, Poison City Records)

### EP
- 2008 : Not Really Scared (Valve Records)
- 2010 : Beds Rearranged Remix EP (Mom + Pop Music)[24]

### Single
- 2018 : Get Out Somehow